# Alexov Lyubomir
Alexov Lyubomir (szerbül Љубомир Алексов/Ljubomir Aleksov) (Budapest, 1958. december 26. –) magyarországi szerb pedagógus, közéleti személyiség. 1990 és 2014 között Lórév polgármestere, 2007 és 2014 között a Szerb Országos Önkormányzat elnöke. 2014-től az Országgyűlés első szerb szószólója.

## Életpályája
Budapesten született, de a szerb többségű Lóréven él, az általános iskolát is végzett. A gimnáziumi érettségi után középiskolai tanári diplomát szerzett. Tizenhat évet töltött a közoktatásban, majd részt vett a tanügyigazgatásban, illetve a pedagógiai szolgáltató intézetekben (Országos Közoktatási Szolgáltató-intézet, Országos Közoktatási Intézet). Munkája során tantervvel, illetve érettségivel kapcsolatos munkákat végzett. 2006-ban jelent meg az általa is jegyzett Új érettségi Magyarországon – Honnan, hová, hogyan? Egy folyamat állomásai című tanulmánykötet, amelyben a nemzetiségi érettségiről értekezik.
A magyarországi szerb közéletben a rendszerváltás óta részt vesz. Az 1990-es önkormányzati választást követően a lórévi képviselő-testület a község polgármesterévé választotta. Négy évvel később már közvetlenül választották a község vezetőjévé. Tisztségét 1998-ban, 2002-ben, 2006-ban és 2010-ben is megtartotta. Emellett a Szerb Országos Önkormányzat tevékenységében is részt vett, 2007-ben a testület elnökévé választották, ahol egy alkalommal megerősítették. A 2014-es országgyűlési választáson a szerb nemzetiségi lista vezetője lett. Mivel a lista nem szerzett kedvezményes mandátumot, így Alexov lett az Országgyűlés első szerb nemzetiségi szószólója. Emiatt az önkormányzati tisztségeiről lemondott. A 2018-as országgyűlési választáson ismét a szerb nemzetiségi lista első helyére választották.
2010-ben a Magyar Köztársasági Érdemrend lovagkeresztjével, 2016-ban a Szerb Egyház a Szent Száva-érdemrend második fokozatával tüntették ki.